# جامع الحمد (الأنبار)
جامع الحمد من مساجد العراق الحديثة، ويقع في شارع الروسيين قرب جسر الجزيرة، في قضاء الرمادي في محافظة الأنبار، وبني في عام 1418هـ/1997م، وشيد على نفقة المتبرع (حمود عباس حمدي)، والجامع مستلم من قبل ديوان الوقف السني وحالته مضبوطة، وتبلغ مساحتهُ 1170م2، ويحتوي الحرم على مصلى واسع مساحته 800م2 يتسع لأكثر من 800 مصل، وتحيطهُ النوافذ الحديثة التصميم من كل جانب، والحرم فيه منبر للخطابة صنع من الخشب الصاج، وتوجد مقابل الحرم فسحة طارمة مسقفة ومن حولها حديقة، وتعلو المبنى قبة خضراء اللون، وتقام فيهِ صلاة الجمعة وصلاة العيدين وسائر الصلوات، ويبلغ عدد المصلين في صلاة الجمعة 400 مصل تقريباً، بينما لا يتجاوز 25 مصل في الصلوات الخمس.